# Viaducto de Wharncliffe
El viaducto de Wharncliffe es una estructura ferroviaria que cruza el valle del río Brent entre Hanwell y Southall, en el suburbio londinense de Ealing (Reino Unido). Es un puente de ladrillo de 20 m de altura que forma parte de la de la Línea Principal del Great Western. El viaducto, construido entre 1836 y 1837, forma parte del trazado original del Great Western Railway (GWR). Está situado entre las estaciones de Southall y de Hanwell (esta última se encuentra a muy poca distancia hacia el este). Su nombre es un homenaje a Lord Wharncliffe, miembro de la comisión parlamentaria que autorizó las obras de la línea ferroviaria.
Fue el primer diseño estructural importante de Isambard Kingdom Brunel; el primer contrato de construcción que se firmó en el proyecto del GWR; y el primer trabajo de ingeniería importante que se completó en la línea. También fue el primer viaducto ferroviario que se construyó con pilas huecas, una característica muy apreciada por una colonia de murciélagos que desde entonces ha establecido su residencia en él.

## Diseño
Construido con ladrillos, el viaducto de 270 m de longitud está formado por ocho arcos semielípticos, cada uno de los cuales tiene 70 pies (21,3 m) de luz y una flecha de 5,3 metros (17,4 pies), con 17 metros (55,8 pies) de ancho. Los pilares de apoyo son huecos y de sección troncopiramidal, y se elevan hacia unas cornisas de piedra salientes que sirvieron para sujetar las cimbras empleadas durante la construcción.
Cuando se construyó, el viaducto se diseñó para transportar dos vías de gran ancho: las pilas tenían 9,1 metros (29,9 pies) de anchura a nivel del suelo y 10 metros (32,8 pies) al nivel de la cubierta.
El contratista fue la sociedad de Thomas Grissell y Samuel Morton Peto. Su costo fue de 40.000 libras. Los trabajos de cimentación fueron realizados por William Brotherhood y su hijo Rowland. El joven Charles Richardson también trabajó aquí con Brunel, como uno de sus primeros trabajos para el Great Western.
A medida que los viajes en tren se hicieron más populares y el tráfico ferroviario creció, aumentó la demanda para disponer de una vía local adicional. Además, se decretó que las vías de gran ancho fueran sustituidas por las vías más estrechas ideadas originalmente por George Stephenson, que deberían ser el estándar utilizado por todos los ferrocarriles del país. Por lo tanto, en 1877 se amplió el viaducto mediante la adición de una fila adicional de pilares y de arcos en el lado norte. Finalmente, en 1892, la vía de gran ancho se convirtió al ancho estándar, lo que permitió disponer de suficiente anchura en el viaducto para alojar cuatro vías de ancho estándar.
En el pilar central del lado sur se colocó un bajorrelieve con el escudo de armas de James Stuart Wortley Mackenzie, Lord Wharncliffe, quien fue presidente del comité que dirigió la aprobación del proyecto de ley del GWR en el Parlamento.

## Primer viaducto en alojar una línea telegráfica

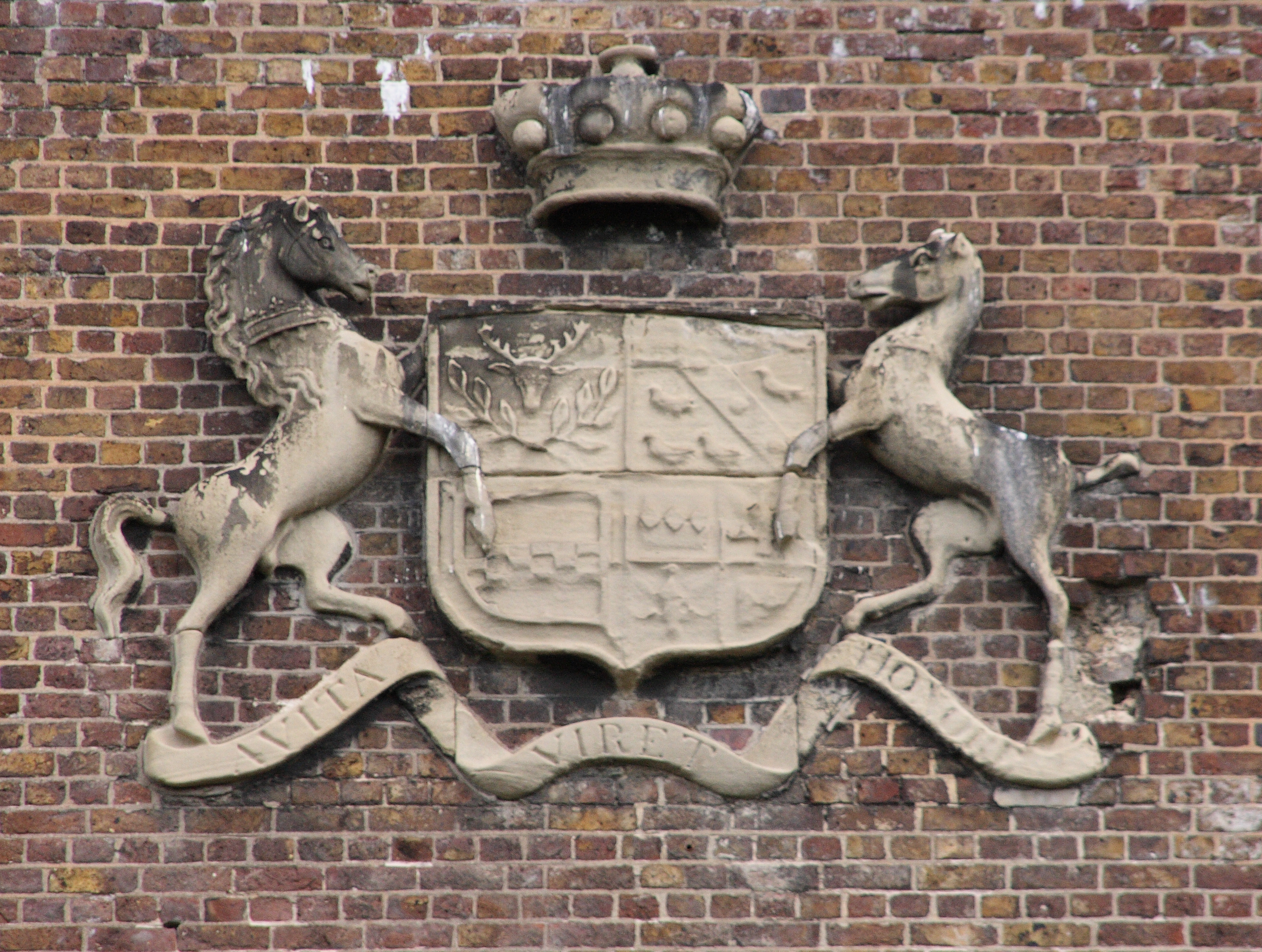
Escudo de armas de Lord Wharncliffe

Brunel se dio cuenta rápidamente de las posibles ventajas del primer sistema de telégrafo  eléctrico para su uso en la operación de los ferrocarriles. En 1838 persuadió a Sir Charles Wheatstone y a William Fothergill Cooke para que instalaran su sistema de telégrafo de cinco agujas entre la Estación de Paddington y West Drayton para llevar a cabo una serie de pruebas. Los ensayos tuvieron éxito, por lo que el viaducto se convirtió en la primera estructura en alojar el que sería el primer telégrafo eléctrico comercial del mundo, el 9 de abril de 1839.

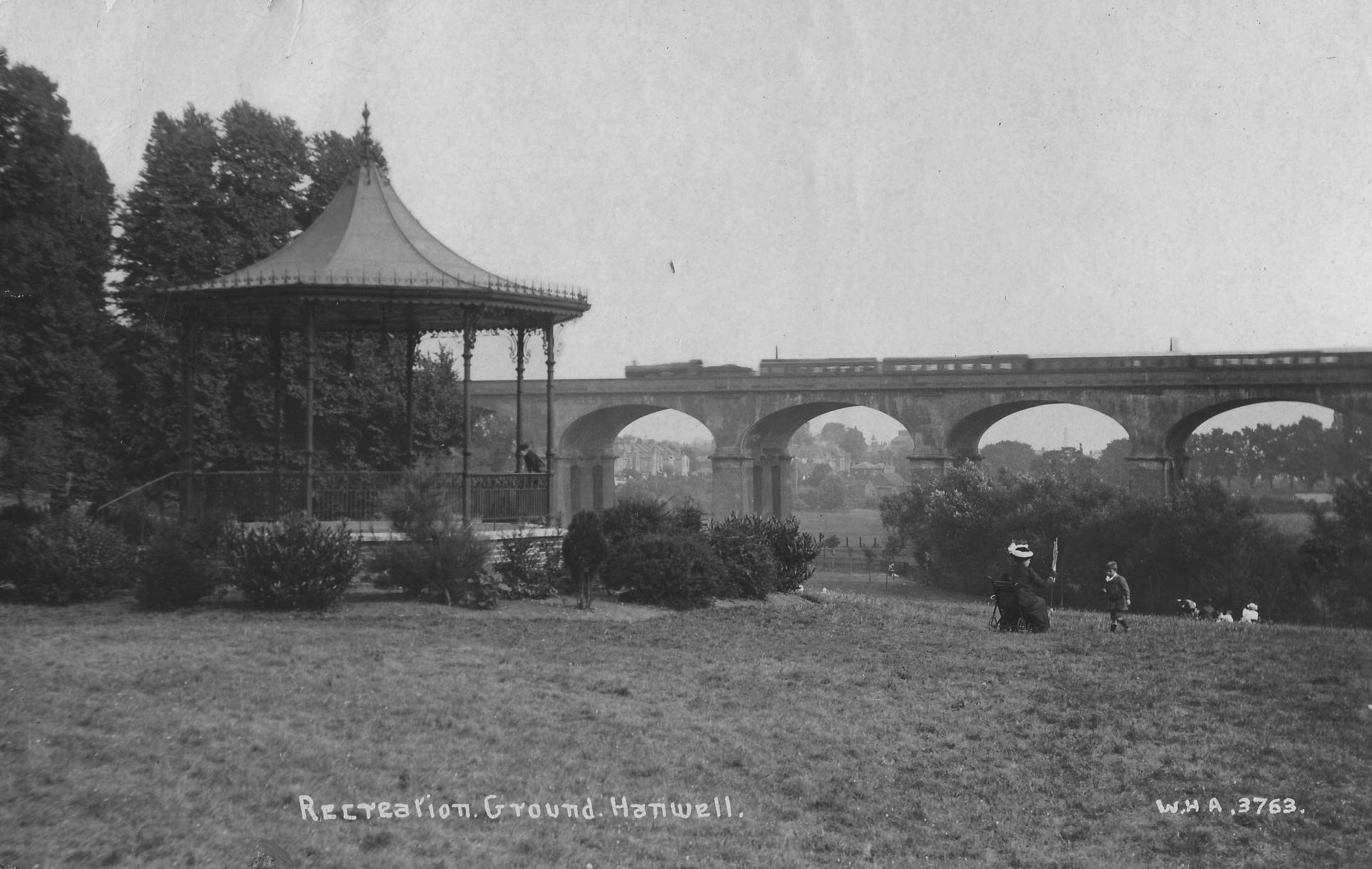
Viaducto de Wharncliffe, Hanwell, hacia 1900 (vista sur)

Al principio, los mazos de cables de siete núcleos se llevaban dentro de tuberías de hierro fundido, sobre tacos de madera, a unos pocos pies del costado de la vía férrea. Pero a partir de enero de 1843, se pudieron ver por primera vez cables de telégrafo elevados, dispuestos sobre postes de madera colocados en la parte superior del viaducto. Cooke había renegociado el contrato con el GWR y extendió el telégrafo hasta Slough, utilizando un instrumento más simple de dos agujas que podía accionarse con solo dos cables suspendidos de aisladores de porcelana sujetos a los postes.
El 16 de mayo de 1843, el telégrafo de Paddington a Slough se abrió al uso general, convirtiéndose en el primer servicio de telégrafo público de Gran Bretaña. A pesar de ser una especie de truco publicitario para Cooke, se hizo muy popular y el Gobierno de Su Majestad lo usaba con frecuencia para comunicarse con la casa real en el cercano Castillo de Windsor.
John Tawell fue detenido el 1 de enero de 1845 gracias al envío de un mensaje telegráfico desde Slough a Paddington. Se cree que este es el primer uso del telégrafo para atrapar a un asesino.
El mensaje fue:
Se acaba de cometer un asesinato en Salt Hill y se vio al presunto asesino comprar un billete de primera clase a Londres en el tren que salió de Slough a las 7:42 p. m. Lleva el atuendo de estilo cuáquero, con un gran abrigo marrón que le llega hasta los pies. Está en el último compartimento del segundo vagón de primera clase.
A medida que crecía el tráfico de telecomunicaciones, el viaducto pasó a ser una de las rutas troncales de los cables transatlánticos y, más recientemente, de los cables de fibra óptica.

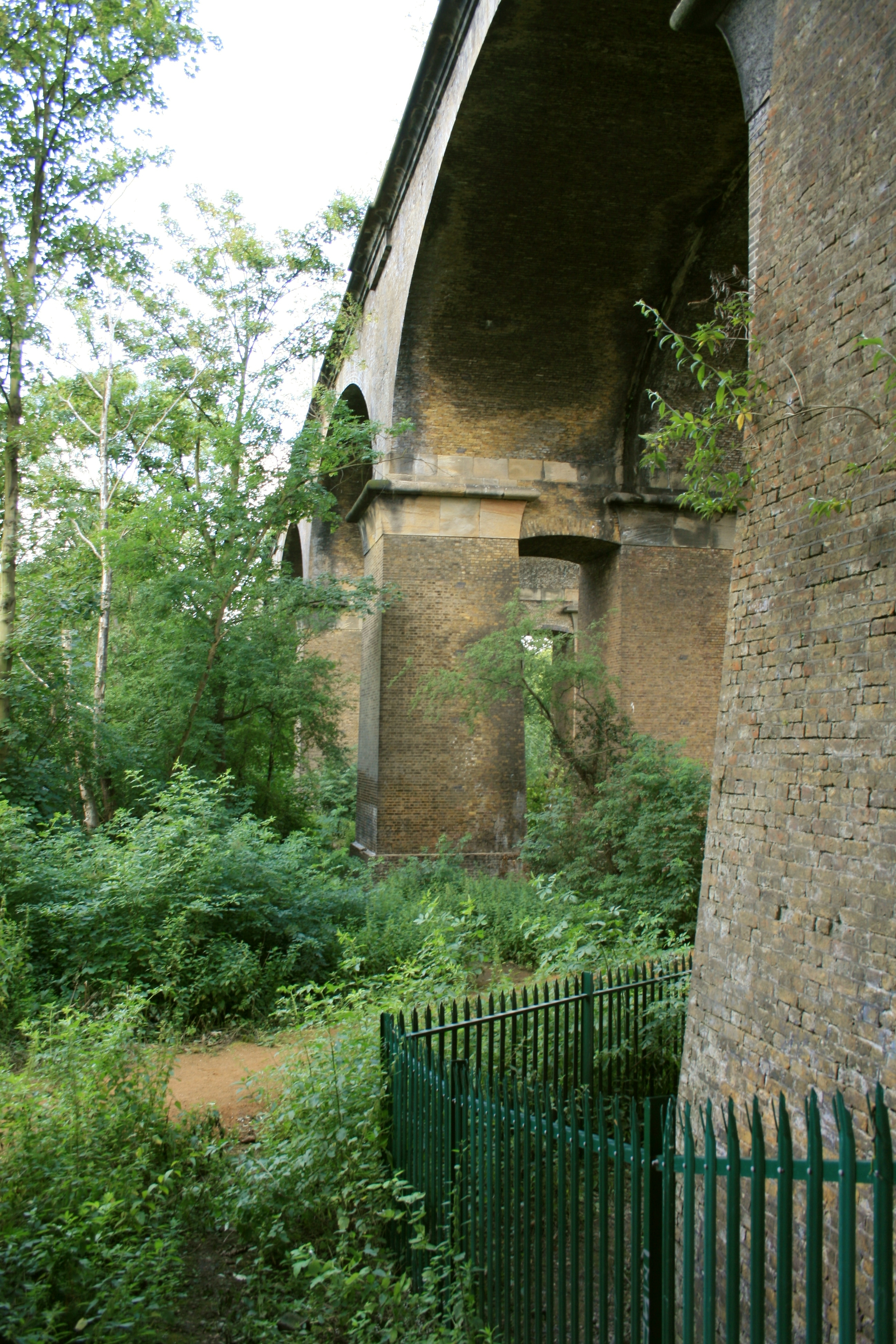
Nótense las columnas de estilo egipcio

## Reconocimiento público
El viaducto fue una de las primeras estructuras del Reino Unido en ser calificada como monumento, y se definió como un edificio catalogado de Grado 1 el 8 de noviembre de 1949 (el marco legal del sistema de catalogación se introdujo en 1947).
Sir Nikolaus Pevsner, historiador del arte y la arquitectura, dijo al respecto: "Pocos viaductos tienen tal estilo arquitectónico".
Es una de las ubicaciones clave de la propuesta para que partes históricas de la línea principal original del GWR desde Paddington sean reconocidas como Patrimonio de la Humanidad.
En la cercana Uxbridge Road, una posada del siglo XVIII pasó a llamarse "The Viaduct" en su honor cuando se inauguró el ferrocarril. Este pub, que a su vez figura como un elemento arquitectónico de interés local, todavía conserva partes del establo original.

## Colonia de murciélagos

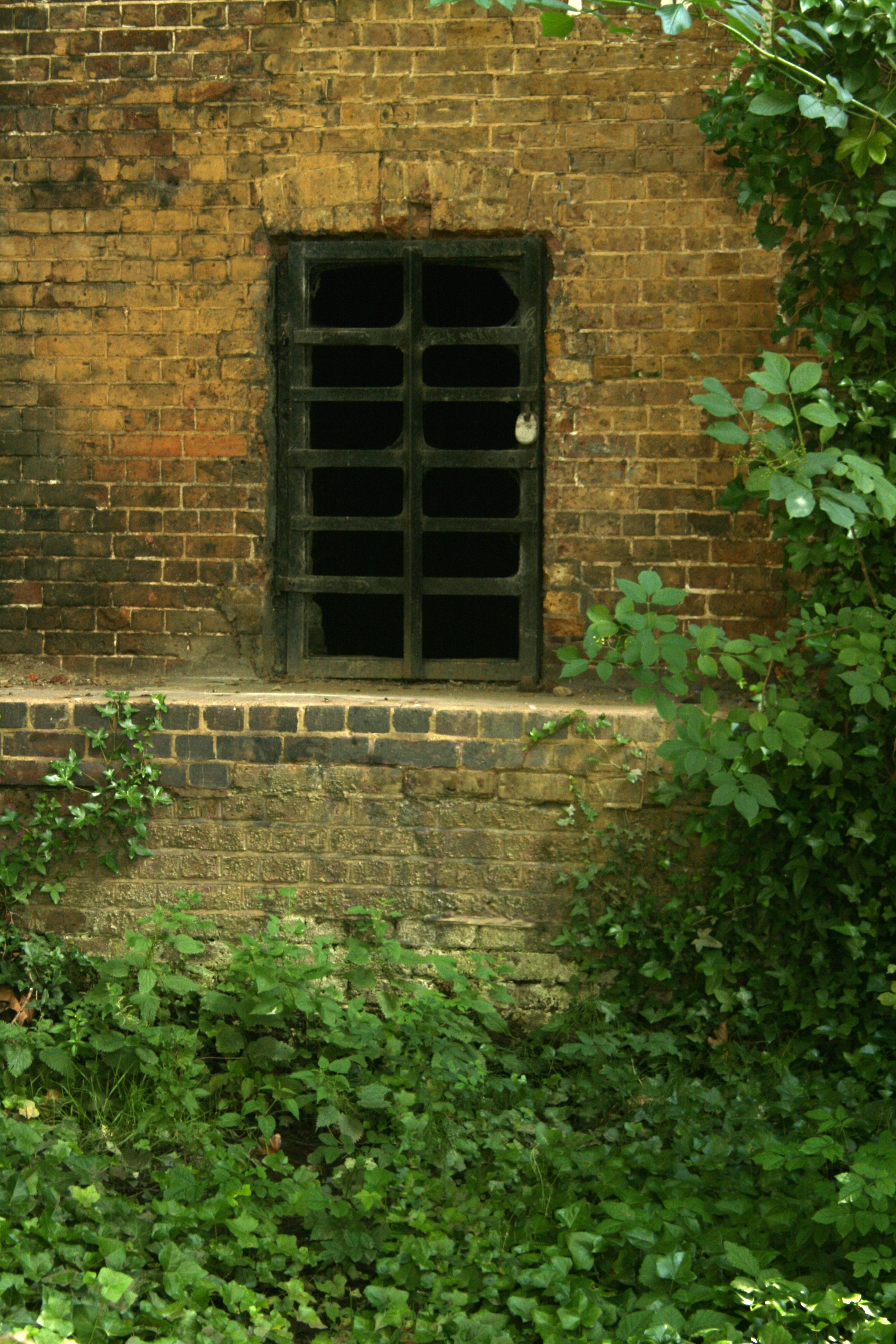
Refugio para los murciélagos

Las cavidades huecas del interior de los pilares de soporte de la estructura brindan lugares de descanso adecuados para los murciélagos. Estas 'cuevas de murciélagos' han recibido protección legal bajo la Ley de Campo (1981). Los murciélagos son vulnerables a las perturbaciones y la ley requiere que solo los trabajadores capacitados y con licencia puedan acceder a las cavidades que utilizan para refugiarse.
El Servicio de Parques y Paisajes del Ealing, de forma conjunta con el Network Rail y con el London Bat Group, han trabajado para proteger las colonias de murciélagos, colocando rejas en las entradas y refugios de hibernación para cada dormidero.
No está claro qué especie de murciélago es residente; de hecho, puede haber varias. La identificación generalmente requiere el examen por parte de expertos de los especímenes capturados. Sin embargo, el candidato más probable es el murciélago ribereño, ya que esta especie forma colonias en cuevas, túneles y debajo de puentes, siempre cerca del agua (en este caso, el río Brent), y se sabe que reside en otros lugares del oeste de Londres.
Es muy probable que este viaducto sea el complejo de cuevas de murciélagos más grande de todo Londres, y posiblemente del sur de Inglaterra, ya que hasta ahora no se ha informado de ningún otro refugio que se acerque a su tamaño.
Desde 2016, los estudios realizados por el Ealing Wildlife Group, el equipo de guardaparques y un ecólogo de murciélagos autorizado han arrojado más luz sobre si el viaducto es realmente tan importante para los murciélagos como se especuló. Si bien los pilares huecos del viaducto pueden ser algunos de los espacios potenciales más grandes en Londres para que los murciélagos los usen como lugares de descanso, eso no significa que sea necesariamente así. Hasta ahora se han registrado siete especies de murciélagos en Ealing, y al menos cuatro en las cercanías del viaducto.
Los más comúnmente vistos cazando alrededor del viaducto y pareciendo emerger de él son el murciélago pigmeo y el murciélago común. Ocasionalmente, se detectan murciélagos nóctulos sobre Brent Lodge Park, aunque se trata de especialistas en ocupar las cavidades de los árboles, por lo que es poco probable que se posen dentro del viaducto. En particular, durante una inspección autorizada se observó un solo murciélago marrón de orejas largas hibernando debajo de uno de los refugios adjuntos al interior del viaducto. Esta es una especie escasa en Londres y también se ha registrado utilizando equipos electrónicos de detección en la hilera de árboles situados debajo del viaducto, así como en las cercanías de Boles Meadow, al otro lado de Brent Lodge Park. Puede ser que el viaducto sea un importante lugar de descanso para la hibernación local de esta especie. El único murciélago registrado estaba al final de la temporada de hibernación, por lo que valdría la pena realizar más estudios a mediados del invierno para determinar si hay más murciélagos y otras especies presentes.
Los murciélagos ribereños hasta ahora no se han detectado cerca del viaducto, pero sí ocasionalmente cerca del Grand Union Canal y en Osterley Park. Las otras especies detectadas en Ealing son los murciélagos de Leisler, también escasos en Londres, y el murciélago migratorio de Nathusius, que utiliza el valle del Támesis como ruta de migración hacia el Reino Unido e Irlanda desde sus lugares de invernada en Europa del Este.
Si hubo alguna vez un número notablemente grande de especímenes usando estas "cuevas de murciélagos" en el pasado, no parece haberlo ahora. Una teoría es que las condiciones ahora son menos favorables dentro del viaducto al menos para la hibernación de los murciélagos. A medida que las temperaturas invernales han aumentado o se han vuelto más variables, y a medida que ha crecido la vegetación, es probable que la ventilación y las condiciones hayan cambiado dentro de los pilares huecos y que ya no mantengan una temperatura tan estable o tan baja como antes, lo que los hace menos adecuados como lugares de descanso o de hibernación para alojar una cantidad considerable de animales. Se espera que el apoyo futuro de Network Rail y los esfuerzos de colaboración entre los guardabosques y el Ealing Wildlife Group puedan investigar la manera de mejorar las condiciones para los murciélagos en el viaducto una vez más.

## Ubicación
El viaducto de Wharncliffe se ve mejor desde Brent Meadow en el lado sur, al que se accede desde Uxbridge Road, frente al Hospital de Ealing. Esta es un área que se mantiene como prado de heno tradicional, y es parte del parque del río Brent, que ha sido el límite entre Hanwell y Southall desde antes de la época del Libro de Domesday.

## Cronología
1836
Un gran grupo de irlandeses que trabajaban en la construcción del Great Western Railway se dirigió a la cervecería "The Stag", donde se habían reunido algunos ingleses, y comenzó una pelea. Al enterarse de que el Reverendo Dr. Walmisley, el rector, había enviado un mensajero a Brentford para avisar a la policía, la ira de los contendientes se desvió hacia el rector, a quien amenazaron con darle una paliza. Tres presos fueron condenados a dos meses de reclusión en un correccional por los magistrados, quienes enviaron una carta a la Compañía, y manifestaron que a menos que se hiciera algo, sería necesario solicitar al Gobierno un cuerpo de policía o militar para que permaneciera estacionado en Hanwell.
3 de mayo de 1838
Comienzan a circular los trenes. Las primeras locomotoras en cruzar fueron la Vulcan y la Aeolus construidas por Tayleur and Co., de Warrington y la más famosa North Star, construida por Robert Stephenson and Company en Newcastle upon Tyne.
4 de junio de 1838
La línea se abrió al público.
1839
Los trenes del nuevo ferrocarril salían de Hanwell hacia Paddington todas las mañanas a las 8 y las 11 am, y a las 3 y las 7 pm; también hacia el oeste hacia Slough y Maidenhead, a las 9:30 am, y a la 1:30, 4:30 y 8:30 pm.
Localmente, se sigue comentando que la reina Victoria disfrutó tanto de las vistas de la zona, que haría que su tren se detuviera por un tiempo en el espectacular viaducto de Brunel sobre el río Brent.
1847
La locomotora del Exeter Express perdió la llanta de una rueda motriz de 7 pies (2,1 m) de diámetro, cerca de Southall. Mató a dos transeúntes y causó el descarrilamiento de un tren de mercancías en la otra vía. Como esto sucedió a alta velocidad, el expreso no consiguió detenerse hasta que pasó sobre el viaducto de Wharncliffe.

Segunda Guerra Mundial
Dado que la base industrial de Gran Bretaña dependía notablemente de su sistema ferroviario, los alemanes consideraron el viaducto como un objetivo estratégico. Los lugareños todavía recuerdan los muchos intentos realizados por la Luftwaffe para destruir el puente. Si hubieran tenido éxito, habrían cortado el enlace arterial de entrada y salida de los polígonos industriales del oeste de Londres durante muchas semanas, si no meses. Sin embargo, todas las incursiones erraron su objetivo, o las bombas no explotaron.
24 de noviembre de 2002
Un tren del First Great Western de Swansea a Paddington, que viajaba aproximadamente a 120 mph (193,1 km/h), descarriló poco después de pasar por una serie de desvíos cerca de la estación de Southall. El tren mantuvo la vertical, pero no pudo parar hasta 2 millas (3,2 km) más allá, de forma que se cruzó con un tren de alta velocidad que se aproximaba, atravesó la estación de Hanwell, y pasó sobre el viaducto de Wharncliffe antes de detenerse. No hubo heridos entre los 450 pasajeros a bordo, pero el maquinista tuvo que ser tratado por la crisis nerviosa que le causó el incidente.